# HD163472
HD163472 — хімічно пекулярна зоря спектрального класу B2, що має видиму зоряну величину в смузі V приблизно  5,8.
Вона  розташована на відстані близько 829,9 світлових років від Сонця.

## Фізичні характеристики
Телескоп Гіппаркос зареєстрував фотометричну змінність  даної зорі з періодом    0,14 доби в межах від  Hmin= 5,87 до  Hmax= 5,83.

## Пекулярний хімічний склад
Зоряна атмосфера HD163472 має підвищений вміст 
He
.

## Магнітне поле
Спектр даної зорі вказує на наявність магнітного поля у її зоряній атмосфері.
Напруженість повздовжної компоненти поля оціненої з аналізу
наявних ліній металів
становить  150,0± 330,0 Гаус.